# 杉本俊多
杉本俊多（すぎもと としまさ、1950年1月26日- ）は、日本の建築史学者、広島大学名誉教授。西洋・近代建築史専攻。

## 略歴
兵庫県生まれ。1972年東京大学工学部建築学科卒業。1975-77年にカールスルーエ大学、ベルリン工科大学に研究留学。1979年東京大学大学院工学系研究科博士課程修了、「ドイツ新古典主義建築の造形理念に関する研究」で工学博士の学位を取得。1979年広島大学工学部助手、助教授、1997年教授となり、工学研究科教授をへて、2015年定年退任、名誉教授。
1999年、日本建築学会賞受賞。

## 著書
- 『バウハウス その建築造形理念』鹿島出版会 SD選書 1979 のち新版
- 『建築の現代思想 ポスト・モダン以後のパラダイム』鹿島出版会 1986
- 『建築夢の系譜 ドイツ精神の一九世紀』鹿島出版会 1991
- 『ベルリン 都市は進化する』講談社現代新書 1993
- 『ドイツ新古典主義建築』中央公論美術出版 1996
- 『二〇世紀の建築思想 キューブからカオスへ』鹿島出版会 1998

### 翻訳
- F.バウムガルト『西洋建築様式史』上下、鹿島出版会 SD選書 1983
- ヘルマン・G.プント『建築家シンケルとベルリン 十九世紀の都市環境の造形』中央公論美術出版 1985
- ブルーノ・タウト『都市の冠』[3]中央公論美術出版 2011

## 論文
- <杉本俊多